# Morti il 10 gennaio

## III secolo(2)
- 262 - Giustina da Lentini, santa romana
- 264 - Tecla da Lentini, santa romana

## IV secolo(1)
- 314 - Papa Milziade, papa, vescovo e santo berbero

## VI secolo(1)
- 532 - Teodoro Pietro Demostene, funzionario bizantino

## VII secolo(1)
- 681 - Papa Agatone, papa, vescovo e santo italiano

## X secolo(1)
- 976 - Giovanni I Zimisce, imperatore bizantino

## XI secolo(2)
- 1030 - Tietmaro IV, nobile tedesco
- 1055 - Bretislao I di Boemia, nobile boemo

## XII secolo(2)
- 1152 - Tebaldo II di Champagne, conte
- 1194 - Benincasa di Cava, abate italiano

## XIII secolo(3)
- 1209 - Guglielmo di Bourges, vescovo cattolico e santo francese
- 1271 - Ottone II di Gheldria, conte (n. 1215)
- 1276 - Papa Gregorio X, papa, vescovo cattolico e beato italiano

## XIV secolo(3)
- 1312 - Pazzino di Jacopo de' Pazzi, condottiero italiano
- 1356 - Toqto'a, storico e politico cinese (n. 1314)
- 1358 - Abu 'Inan Faris, sultano berbero (n. 1329)

## XV secolo(4)
- 1418 - Guglielmo II di Namur, nobile francese (n. 1355)
- 1421 - Niccolò Trincia Trinci, nobile italiano
- 1440 - Eustache Marcadé, drammaturgo, poeta e teologo francese (n. 1390)
- 1498 - Nicolò Trevisan, vescovo cattolico italiano (n. 1436)

## XVI secolo(10)
- 1504 - Bergonzio Botta, funzionario italiano (n. 1454)
- 1507 - Pietro Barozzi, vescovo cattolico e umanista italiano (n. 1441)
- 1512 - Fregosino Fregoso, condottiero italiano (n. 1460)
- 1518 - Egidio da Laurenzana, religioso italiano
- 1521 - Fabrizio del Carretto, italiano (n. 1455)
- 1534 - Franciotto Orsini, militare e cardinale italiano (n. 1473)
- 1552 - Johann Cochlaeus, teologo e umanista tedesco (n. 1479)
- 1565 - Gian Giacomo Bonzagna, medaglista, incisore e orafo italiano (n. 1507)
- 1590 - Giovanni Francesco Testa, architetto e intagliatore italiano (n. 1506)
- 1598 - Iacopino del Conte, pittore italiano

## XVII secolo(15)
- 1601 - Alessandro Franceschi, vescovo cattolico italiano (n. 1543)
- 1645 - William Laud, arcivescovo anglicano inglese (n. 1573)
- 1654 - Nicholas Culpeper, medico, botanico e astrologo britannico (n. 1616)
- 1656 - Orazio Fidani, pittore italiano (n. 1606)
- 1662 - Onorato II di Monaco, principe monegasco (n. 1597)
- 1663 - Cherubina dell'Agnus Dei, religiosa e mistica italiana (n. 1601)
- 1669 - Giovanni Francesco Buonamici, diplomatico italiano (n. 1592)
- 1672 - Bartolomeo Provaglia, architetto italiano (n. 1608)
- 1683 - Luigi Cesare di Borbone, nobile francese (n. 1672)
- 1686 - Ana Monteagudo, religiosa peruviana (n. 1602)
- 1687 - Bernardo Guasconi, avventuriero e diplomatico italiano (n. 1614)
- 1691 - Wolf Caspar von Klengel, architetto e ingegnere tedesco (n. 1630)
- 1696 - Filippo Baldinucci, storico dell'arte, politico e pittore italiano (n. 1625)
- 1698 - Antonio Fineschi da Radda, poeta e drammaturgo italiano (n. 1634)
- 1698 - Louis-Sébastien Le Nain de Tillemont, storico francese (n. 1637)

## XVIII secolo(26)
- 1705 - Jan van Haensbergen, pittore, disegnatore e incisore olandese (n. 1642)
- 1706 - Luisa Roldán, scultrice spagnola (n. 1652)
- 1710 - Algernon Capell, II conte di Essex, generale inglese (n. 1670)
- 1711 - John Manners, I duca di Rutland, politico e ufficiale inglese (n. 1638)
- 1712 - John Houblon, politico e banchiere britannico (n. 1632)
- 1720 - Joseph-Emmanuel de La Trémoille, cardinale e arcivescovo cattolico francese (n. 1659)
- 1749 - Giambattista Mariotti, pittore italiano (n. 1690)
- 1753 - Jean-Aimar Piganiol de La Force, scrittore e geografo francese (n. 1673)
- 1754 - Edward Cave, editore e tipografo inglese (n. 1691)
- 1755 - Giovanni Giacomo Marinoni, astronomo e matematico italiano (n. 1676)
- 1760 - Cirillo VI Tanas, vescovo cattolico e patriarca cattolico siriano (n. 1680)
- 1760 - Felix Anton Scheffler, pittore tedesco (n. 1701)
- 1761 - Edward Boscawen, ammiraglio e politico britannico (n. 1711)
- 1768 - Charles Cressent, scultore e ebanista francese (n. 1685)
- 1771 - Filippo Maria Pirelli, cardinale e arcivescovo cattolico italiano (n. 1708)
- 1772 - Giovanni Andrea Barotti, scrittore italiano (n. 1701)
- 1775 - Stringer Lawrence, militare inglese (n. 1697)
- 1775 - Emel'jan Ivanovič Pugačëv, russo
- 1777 - François de Cuvilliés il Giovane, architetto e incisore tedesco (n. 1731)
- 1778 - Linneo, medico, botanico e naturalista svedese (n. 1707)
- 1780 - Francesco Antonio Vallotti, francescano, organista e compositore italiano (n. 1697)
- 1789 - John Ledyhard, esploratore statunitense (n. 1751)
- 1789 - Domenico Orsini d'Aragona, cardinale e principe italiano (n. 1719)
- 1794 - Georg Forster, naturalista, etnologo e giornalista tedesco (n. 1754)
- 1797 - Ignazio Marabitti, scultore italiano (n. 1719)
- 1800 - Federico Maria Giovanelli, patriarca cattolico italiano (n. 1728)

## XIX secolo(79)
- 1803 - Tommaso Guarducci, cantante castrato italiano (n. 1728)
- 1806 - Domenico Mondo, artista italiano (n. 1723)
- 1811 - Marie-Joseph Chénier, poeta, drammaturgo e politico francese (n. 1764)
- 1811 - Martin Ferdinand Quadal, pittore, incisore e docente austriaco (n. 1736)
- 1815 - Belsazar Hacquet, medico e scienziato austriaco (n. 1739)
- 1816 - Giovanni Valesi, tenore tedesco (n. 1735)
- 1817 - Lorenzo Caleppi, cardinale e diplomatico italiano (n. 1741)
- 1819 - Claude de Beauharnais, nobile e politico francese (n. 1756)
- 1822 - Jacques Louis François Delaistre de Tilly, generale francese (n. 1749)
- 1822 - Batilde di Borbone-Orléans, nobile francese (n. 1750)
- 1824 - Thomas Edward Bowdich, naturalista, esploratore e zoologo inglese (n. 1790)
- 1825 - Ioannis Varvakis, rivoluzionario e imprenditore greco (n. 1745)
- 1828 - Nicolas-Louis François de Neufchâteau, politico, poeta e nobile francese (n. 1750)
- 1828 - Adèle de Batz de Trenquelléon, religiosa francese (n. 1789)
- 1830 - Charles-Louis Bernier, architetto e disegnatore francese (n. 1755)
- 1830 - Filippo Ghighi, vescovo cattolico italiano (n. 1752)
- 1831 - Angelo Stefano Brusco, pittore italiano (n. 1745)
- 1833 - Adrien-Marie Legendre, matematico francese (n. 1752)
- 1834 - Paluzzo Altieri, V principe di Oriolo, principe, militare e politico italiano (n. 1760)
- 1838 - Giuseppe Barbieri, architetto e ingegnere italiano (n. 1777)
- 1839 - Giovanni Brandani, fantino italiano (n. 1813)
- 1839 - Christoph von Lieven, generale, diplomatico e principe russo (n. 1774)
- 1840 - Elisabetta di Hannover, nobile inglese (n. 1770)
- 1841 - Vincenzo Massi, arcivescovo cattolico italiano (n. 1781)
- 1842 - Aylmer Bourke Lambert, botanico britannico (n. 1761)
- 1842 - Josias Rowley, ammiraglio e politico inglese (n. 1765)
- 1843 - Louis Puissant, matematico e geodeta francese (n. 1769)
- 1844 - Hudson Lowe, generale britannico (n. 1769)
- 1845 - Giuseppe Asioli, incisore italiano (n. 1783)
- 1845 - Ippolito Zibibbi, militare italiano (n. 1772)
- 1846 - Philogène Auguste Joseph Duponchel, militare e entomologo francese (n. 1774)
- 1846 - Étienne Pivert de Senancour, scrittore francese (n. 1770)
- 1849 - Charles Chetwynd-Talbot, II conte Talbot, politico inglese (n. 1777)
- 1850 - Orazio de Attellis, rivoluzionario, patriota e giornalista italiano (n. 1774)
- 1852 - Heinrich Wilhelm Grauert, filologo classico tedesco (n. 1804)
- 1855 - Mary Russell Mitford, scrittrice e drammaturga inglese (n. 1787)
- 1858 - Charles Émile Seurre, scultore francese (n. 1798)
- 1859 - Santo Agelli, letterato italiano (n. 1773)
- 1859 - Salomon-Guillaume Counis, pittore svizzero (n. 1785)
- 1861 - Leopold von Gerlach, generale prussiano (n. 1790)
- 1862 - Samuel Colt, inventore e imprenditore statunitense (n. 1814)
- 1865 - Federico Basso Della Rovere, generale italiano (n. 1805)
- 1865 - William Fox-Strangways, IV conte di Ilchester, politico e diplomatico inglese (n. 1795)
- 1866 - Pëtr Pletnëv, poeta e critico letterario russo (n. 1792)
- 1869 - John Cassin, ornitologo statunitense (n. 1816)
- 1869 - Friedrich Matthias Claudius, anatomista tedesco (n. 1822)
- 1870 - Victor Noir, giornalista francese (n. 1848)
- 1871 - Pierre Alexis Ponson du Terrail, scrittore francese (n. 1829)
- 1873 - Francesco Dall'Ongaro, poeta, drammaturgo e librettista italiano (n. 1808)
- 1875 - Giulio Arrigoni, arcivescovo cattolico italiano (n. 1806)
- 1875 - Maria Carmela Ascione, religiosa e mistica italiana (n. 1799)
- 1875 - Emanuele Fenzi, banchiere, imprenditore e politico italiano (n. 1784)
- 1876 - Gordon Granger, generale statunitense (n. 1821)
- 1877 - Édouard Cibot, pittore francese (n. 1799)
- 1877 - Pietro Magni, scultore e docente italiano (n. 1816)
- 1878 - Andrew Murray, botanico, entomologo e avvocato britannico (n. 1812)
- 1878 - William Stokes, medico irlandese (n. 1804)
- 1878 - Dimitrios Voulgaris, politico greco (n. 1802)
- 1879 - Jacob Bigelow, fisico e botanico statunitense (n. 1787)
- 1880 - Reinier Craeyvanger, pittore e musicista olandese (n. 1812)
- 1881 - Albert Theisz, politico e sindacalista francese (n. 1839)
- 1882 - Giovanni Dupré, scultore italiano (n. 1817)
- 1883 - Samuel Mudd, medico statunitense (n. 1833)
- 1884 - Théodore Marie Ratisbonne, presbitero francese (n. 1802)
- 1885 - Amable Tastu, poetessa, scrittrice e librettista francese (n. 1795)
- 1886 - Benjamin Conley, politico statunitense (n. 1815)
- 1886 - Adrien de Lavalette, imprenditore francese (n. 1813)
- 1888 - Pietro Mancuso, politico italiano (n. 1820)
- 1891 - Giovanni Battista Borelli, politico e medico italiano (n. 1813)
- 1891 - Laza Lazarević, scrittore, psichiatra e neurologo serbo (n. 1851)
- 1892 - Agostino Casini, politico italiano (n. 1848)
- 1892 - Heinrich Dorn, direttore d'orchestra, compositore e giornalista tedesco (n. 1804)
- 1892 - Sebastiano Grandis, ingegnere italiano (n. 1817)
- 1893 - Alamanno Morelli, attore teatrale italiano (n. 1812)
- 1893 - Carl Morgenstern, pittore tedesco (n. 1811)
- 1895 - Wilhelm Arndt, storico tedesco (n. 1838)
- 1895 - Paul Ginhac, gesuita francese (n. 1824)
- 1895 - Benjamin Godard, violinista e compositore francese (n. 1849)
- 1897 - Lorenzo Vela, scultore svizzero (n. 1812)

## XX secolo(261)
- 1901 - Beniamino Forti, imprenditore e politico italiano (n. 1829)
- 1904 - Christian August Friedrich Garcke, botanico tedesco (n. 1819)
- 1905 - Kārlis Baumanis, compositore lettone (n. 1835)
- 1907 - Nazareno Biscarini, architetto italiano (n. 1835)
- 1910 - Antoni Amatller, imprenditore, collezionista d'arte e fotografo spagnolo (n. 1851)
- 1912 - Gilbert La Lasseur de Ranzay, aviatore francese (n. 1885)
- 1913 - Ella Ewing, statunitense (n. 1872)
- 1913 - Giovanni Gargiolli, fotografo italiano (n. 1838)
- 1913 - Emilio Zocchi, scultore italiano (n. 1835)
- 1914 - Léonie Aviat, religiosa francese (n. 1844)
- 1914 - Antonino Fiocca, magistrato e politico italiano (n. 1835)
- 1914 - Küçük Mehmed Said Pascià, politico ottomano (n. 1838)
- 1914 - George Peckham, aracnologo, entomologo e naturalista statunitense (n. 1845)
- 1914 - Francesco Spirito, avvocato, patriota e politico italiano (n. 1842)
- 1916 - Guido Baccelli, medico e politico italiano (n. 1830)
- 1916 - Cirillo VIII Geha, vescovo cattolico e patriarca cattolico siriano (n. 1840)
- 1916 - Luigi Merello, imprenditore e politico italiano (n. 1849)
- 1917 - Buffalo Bill, militare statunitense (n. 1846)
- 1917 - Charles Eastlake Smith, calciatore inglese (n. 1850)
- 1917 - Viktor Madarász, pittore ungherese (n. 1840)
- 1918 - Octave Gallian, pittore francese (n. 1855)
- 1918 - Konstantin Jireček, storico ceco (n. 1854)
- 1918 - August Oetker, farmacista e imprenditore tedesco (n. 1862)
- 1918 - María Dolores Rodríguez Sopeña, religiosa spagnola (n. 1848)
- 1919 - Donald Mackenzie Wallace, giornalista scozzese (n. 1841)
- 1919 - Rodolfo Ferrari, direttore d'orchestra italiano (n. 1865)
- 1919 - Wallace Clement Sabine, fisico statunitense (n. 1868)
- 1919 - Friedrich Schauta, ginecologo austriaco (n. 1849)
- 1920 - Sali Nivica, politico, patriota e giornalista albanese (n. 1890)
- 1920 - Luigi Pollak, calciatore italiano (n. 1887)
- 1920 - Elia Sala, pittore, scultore e architetto italiano (n. 1864)
- 1921 - Ray Thorne, nuotatore statunitense (n. 1887)
- 1922 - William Henry Miller, architetto statunitense (n. 1848)
- 1922 - Ōkuma Shigenobu, politico giapponese (n. 1838)
- 1923 - Mac Barnes, attore statunitense (n. 1863)
- 1923 - Duan, nobile e politico cinese (n. 1856)
- 1925 - Adolph Strümpell, neurologo tedesco (n. 1853)
- 1926 - Eino Leino, poeta e scrittore finlandese (n. 1878)
- 1926 - Mathias Mongenast, politico lussemburghese (n. 1843)
- 1927 - Friedrich Hirth, sinologo tedesco (n. 1845)
- 1927 - Ludwig Maurer, matematico tedesco (n. 1859)
- 1927 - Travers Vale, regista inglese (n. 1865)
- 1929 - Julio Antonio Mella, politico cubano (n. 1903)
- 1929 - Camillo Melzi D'Eril, sismologo e ingegnere italiano (n. 1851)
- 1930 - Ludovico Necchi, medico e religioso italiano (n. 1876)
- 1931 - Édouard Chevreux, biologo francese (n. 1846)
- 1933 - Narcisse-Augustin Lefort, violinista e docente francese (n. 1852)
- 1933 - Roberto Mantovani, geologo e violinista italiano (n. 1854)
- 1933 - Sergej Fëdorovič Platonov, storico russo (n. 1860)
- 1934 - Vincenzo Ferroni, compositore italiano (n. 1858)
- 1934 - Marinus van der Lubbe, attivista e politico olandese (n. 1909)
- 1935 - Teddy Flack, mezzofondista, maratoneta e tennista australiano (n. 1873)
- 1935 - Virginie Demont-Breton, pittrice francese (n. 1859)
- 1936 - Edoardo Persico, critico d'arte e saggista italiano (n. 1900)
- 1936 - Friedrich Zschokke, zoologo svizzero (n. 1860)
- 1936 - Sergej Ščukin, imprenditore e collezionista d'arte russo (n. 1854)
- 1937 - Gabriele Galantara, giornalista e disegnatore italiano (n. 1865)
- 1937 - Julius Stieglitz, chimico e docente statunitense (n. 1867)
- 1938 - Jimmy Hampson, calciatore britannico (n. 1906)
- 1938 - Félix Rougier, missionario francese (n. 1859)
- 1939 - Paolo Arri, pittore italiano (n. 1868)
- 1939 - Robert Farnan, canottiere statunitense (n. 1877)
- 1940 - Enrico Alfano, mafioso italiano (n. 1870)
- 1940 - Guglielmo Braconcini, attore, regista e produttore cinematografico italiano (n. 1889)
- 1940 - Roy Gardner, criminale statunitense (n. 1884)
- 1940 - Walter Hempel, calciatore tedesco (n. 1887)
- 1941 - Frank Bridge, compositore, violista e direttore d'orchestra britannico (n. 1879)
- 1941 - Giuseppe Fontana, militare e marinaio italiano (n. 1902)
- 1941 - Gerhard Grenzel, militare e aviatore tedesco (n. 1915)
- 1941 - John Lavery, pittore irlandese (n. 1856)
- 1941 - Victorino Márquez Bustillos, politico venezuelano (n. 1858)
- 1941 - Giorgio Scalia, militare e nuotatore italiano (n. 1917)
- 1941 - Issai Schur, matematico tedesco (n. 1875)
- 1941 - Vittorio Suster, militare e aviatore italiano (n. 1899)
- 1942 - Slavoljub Slava Ković, partigiano jugoslavo (n. 1924)
- 1943 - Manuel Maria Coelho, politico e militare portoghese (n. 1857)
- 1944 - Victor Basch, politico e filosofo francese
- 1944 - Mark Kerr, ammiraglio e scrittore inglese (n. 1864)
- 1944 - Donald Mennie, imprenditore e fotografo scozzese (n. 1875)
- 1944 - Joseph Schmidlin, presbitero e teologo francese (n. 1876)
- 1944 - Andrej Tošev, politico, diplomatico e scienziato bulgaro (n. 1867)
- 1945 - Rudolf Borchardt, scrittore tedesco (n. 1877)
- 1945 - Edward Fielding, attore statunitense (n. 1875)
- 1945 - Josef Fitzthum, generale austriaco (n. 1896)
- 1945 - Pēteris Juraševskis, politico lettone (n. 1872)
- 1945 - Robert Tuttle Morris, chirurgo statunitense (n. 1857)
- 1945 - Giuseppe Verginella, partigiano italiano (n. 1908)
- 1945 - August Vermeylen, scrittore belga (n. 1872)
- 1946 - László Bárdossy, politico ungherese (n. 1890)
- 1946 - Max Hilzheimer, zoologo tedesco (n. 1877)
- 1947 - August Blom, regista e attore danese (n. 1869)
- 1947 - Hanns Sachs, psicoanalista tedesco (n. 1881)
- 1947 - Arnt Simensen, calciatore norvegese (n. 1899)
- 1948 - Émile Amann, storico delle religioni francese (n. 1880)
- 1948 - Reginald K. Pierson, ingegnere britannico (n. 1891)
- 1949 - Erich Dagobert von Drygalski, geografo, fisico e esploratore tedesco (n. 1865)
- 1949 - Othon Friesz, pittore francese (n. 1879)
- 1949 - Momcsilló Tapavicza, tennista, sollevatore e lottatore ungherese (n. 1872)
- 1950 - Jaroslav Kvapil, poeta, drammaturgo e librettista ceco (n. 1868)
- 1950 - Francesco Todaro, agronomo e politico italiano (n. 1864)
- 1951 - Riccardo Divora, canottiere italiano (n. 1908)
- 1951 - Sinclair Lewis, scrittore e drammaturgo statunitense (n. 1885)
- 1951 - Yoshio Nishina, fisico giapponese (n. 1890)
- 1952 - Arthur Everitt, schermidore britannico (n. 1872)
- 1953 - Marjorie Hayward, violinista e insegnante inglese (n. 1885)
- 1954 - Oscar Brockmeyer, calciatore statunitense (n. 1883)
- 1954 - André Chotin, regista francese (n. 1892)
- 1954 - Rocky Kansas, pugile statunitense (n. 1895)
- 1954 - Rinaldo Rigola, sindacalista e politico italiano (n. 1868)
- 1955 - Joseph McCabe, scrittore e oratore britannico (n. 1867)
- 1955 - Charles Rist, economista francese (n. 1874)
- 1956 - Augustine Kandathil, arcivescovo cattolico indiano (n. 1874)
- 1956 - César Moro, poeta e pittore peruviano (n. 1903)
- 1956 - Marco Arturo Vicini, avvocato e politico italiano (n. 1874)
- 1956 - Rudolph Wolken, lottatore statunitense (n. 1881)
- 1957 - Giulio Andrea Belloni, giurista e politico italiano (n. 1902)
- 1957 - Felice Ambrogio Guerra Fezia, missionario e arcivescovo cattolico italiano (n. 1866)
- 1957 - Gabriela Mistral, poetessa e educatrice cilena (n. 1889)
- 1958 - Grigorij Ivanovič Petrovskij, rivoluzionario e politico russo (n. 1878)
- 1959 - John Colin Gregory, tennista britannico (n. 1903)
- 1959 - Roberto Roberti, regista e attore italiano (n. 1879)
- 1959 - Gustav Schröder, comandante marittimo tedesco (n. 1885)
- 1960 - Parsifal Bassi, attore e regista italiano (n. 1892)
- 1960 - Jack Laviolette, hockeista su ghiaccio canadese (n. 1879)
- 1961 - Alfonso Ferrero de Gubernatis Ventimiglia, imprenditore, dirigente sportivo e allenatore di calcio italiano (n. 1871)
- 1961 - Dashiell Hammett, scrittore e investigatore statunitense (n. 1894)
- 1961 - Isabel Paterson, giornalista, scrittrice e critica letteraria canadese (n. 1886)
- 1961 - Walter Schnackenberg, grafico e illustratore tedesco (n. 1880)
- 1962 - Italo Bonardi, avvocato e politico italiano (n. 1878)
- 1962 - Grigorij Lomidze, regista cinematografico sovietico (n. 1903)
- 1962 - Cipriano Efisio Oppo, pittore, critico d'arte e politico italiano (n. 1891)
- 1962 - Giorgio Oprandi, pittore italiano (n. 1883)
- 1963 - Lamberto Bartolucci, architetto italiano (n. 1914)
- 1963 - Franz Planer, direttore della fotografia austriaco (n. 1894)
- 1964 - Salvatore Gaetani, storico, filologo e filosofo italiano (n. 1895)
- 1964 - Pier Antonio Gariazzo, pittore, incisore e scrittore italiano (n. 1879)
- 1965 - Antonín Bečvář, astronomo ceco (n. 1901)
- 1965 - Frederick Fleet, marinaio britannico (n. 1887)
- 1965 - Friedrich Hefty, aviatore austro-ungarico (n. 1894)
- 1966 - Giovanni Battista Rebuffo, calciatore e allenatore di calcio italiano (n. 1899)
- 1966 - Nishizō Tsukahara, ammiraglio giapponese (n. 1887)
- 1966 - Carlo Varetto, tiratore a segno italiano (n. 1905)
- 1966 - William Patrick Whelan, arcivescovo cattolico sudafricano (n. 1907)
- 1967 - Carlo Grava, politico italiano (n. 1892)
- 1968 - Ali Fuat Cebesoy, generale e politico turco (n. 1882)
- 1968 - Theophilus Ebenhaezer Dönges, politico sudafricano (n. 1898)
- 1968 - Nell Hall Hopman, tennista australiana (n. 1909)
- 1969 - John Brownlee, baritono australiano (n. 1900)
- 1969 - Tom Kromer, scrittore statunitense (n. 1906)
- 1969 - Mario Marazzani, generale italiano (n. 1887)
- 1969 - Olga Oelkers, schermitrice tedesca (n. 1887)
- 1970 - Pavel Ivanovič Beljaev, cosmonauta sovietico (n. 1925)
- 1970 - Charles Olson, poeta statunitense (n. 1910)
- 1971 - Coco Chanel, stilista francese (n. 1883)
- 1971 - Ignazio Giunti, pilota automobilistico italiano (n. 1941)
- 1972 - Ugo Guarienti, imprenditore, politico e antifascista italiano (n. 1874)
- 1973 - Josef Jelínek, calciatore cecoslovacco (n. 1902)
- 1974 - Gertrude Bambrick, attrice e coreografa statunitense (n. 1897)
- 1974 - Bennie Bonacio, clarinettista, sassofonista e compositore italiano (n. 1903)
- 1975 - Giorgio Braccesi, politico italiano (n. 1900)
- 1975 - Nicola Jaeger, giurista e magistrato italiano (n. 1903)
- 1976 - Howlin' Wolf, cantante, chitarrista e armonicista statunitense (n. 1910)
- 1976 - Stephen Ullmann, linguista e filologo ungherese (n. 1914)
- 1976 - Michael Valente, militare statunitense (n. 1895)
- 1977 - Cristina Campo, scrittrice, poetessa e traduttrice italiana (n. 1923)
- 1977 - Nino Lamboglia, archeologo italiano (n. 1912)
- 1977 - Ernest Archibald McNab, militare canadese (n. 1906)
- 1977 - Julius Stern, produttore cinematografico tedesco (n. 1886)
- 1977 - Günther Stoll, attore tedesco (n. 1924)
- 1977 - Jean Taris, nuotatore francese (n. 1909)
- 1978 - Don Gillis, compositore, direttore d'orchestra e insegnante statunitense (n. 1912)
- 1978 - Gluck, pittrice britannica (n. 1895)
- 1978 - Tiziano Longo, regista e sceneggiatore italiano (n. 1924)
- 1978 - Rubén Morán, calciatore uruguaiano (n. 1930)
- 1979 - Alessandro Frigerio, calciatore svizzero (n. 1914)
- 1979 - Ludwig Gaim, aviatore tedesco (n. 1892)
- 1980 - Ercole Carzino, calciatore e allenatore di calcio italiano (n. 1901)
- 1980 - Enrico Michele Demarchi, politico e imprenditore italiano (n. 1894)
- 1980 - Manuel Passos, calciatore portoghese (n. 1922)
- 1980 - Tamotsu Takama, ammiraglio giapponese (n. 1893)
- 1981 - Katharine Alexander, attrice statunitense (n. 1898)
- 1981 - Raffaello Bellucci, politico e partigiano italiano (n. 1904)
- 1981 - Richard Boone, attore statunitense (n. 1917)
- 1981 - Chink Crossin, cestista statunitense (n. 1924)
- 1981 - Charlotte Mühe, nuotatrice tedesca (n. 1910)
- 1981 - H. Warner Munn, scrittore statunitense (n. 1903)
- 1982 - Fritz Bräun, lottatore e sollevatore tedesco (n. 1903)
- 1982 - Antonino Francaviglia, medico italiano (n. 1902)
- 1982 - Mohammed Helmy, medico egiziano (n. 1901)
- 1982 - Secondo Lanfranco, calciatore italiano (n. 1910)
- 1982 - Paul Lynde, attore e comico statunitense (n. 1926)
- 1983 - Marco Bianco, generale italiano (n. 1893)
- 1983 - Alexandre Cirici i Pellicer, scrittore spagnolo (n. 1914)
- 1983 - Roy DeMeo, mafioso statunitense (n. 1940)
- 1983 - Carwyn James, rugbista a 15 e allenatore di rugby a 15 gallese (n. 1929)
- 1983 - André-Jean Vérineux, missionario e vescovo cattolico francese (n. 1897)
- 1984 - Vincenzo D'Angelo, pittore, poeta e scrittore italiano (n. 1906)
- 1984 - Charly Fasel, hockeista su ghiaccio svizzero (n. 1898)
- 1984 - Binnie Hale, attrice, cantante e ballerina inglese (n. 1899)
- 1984 - Toivo Loukola, siepista e mezzofondista finlandese (n. 1902)
- 1984 - Giovanni Merla, geologo, paleontologo e scrittore italiano (n. 1906)
- 1984 - Bino Sanminiatelli, scrittore e disegnatore italiano (n. 1896)
- 1984 - Souvanna Phouma, politico e patriota laotiano (n. 1901)
- 1984 - Thoralf Strømstad, sciatore nordico norvegese (n. 1897)
- 1985 - Alfonso Fresa, astronomo italiano (n. 1901)
- 1985 - Pieter de Groot, calciatore olandese (n. 1940)
- 1985 - Alberto Jacometti, giornalista, scrittore e politico italiano (n. 1902)
- 1985 - Mary Kenneth Keller, religiosa e educatrice statunitense (n. 1913)
- 1985 - Tsianina Redfeather Blackstone, mezzosoprano, compositrice e artista statunitense (n. 1882)
- 1985 - José Salinas, fumettista argentino (n. 1908)
- 1986 - Ernst Lehner, calciatore tedesco (n. 1912)
- 1986 - Jaroslav Seifert, poeta e giornalista ceco (n. 1901)
- 1987 - Håkan Malmrot, nuotatore svedese (n. 1900)
- 1987 - Arnaldo Rivera, imprenditore e partigiano italiano (n. 1919)
- 1987 - Alfredo Zazo, storico e politico italiano (n. 1889)
- 1988 - Emanuele Laustino, pittore italiano (n. 1916)
- 1988 - Ed Mullen, cestista e allenatore di pallacanestro statunitense (n. 1913)
- 1989 - Chris Avram, attore rumeno (n. 1931)
- 1989 - Karl Geiringer, musicologo, biografo e docente austriaco (n. 1899)
- 1989 - Valentin Petrovič Gluško, ingegnere aeronautico e politico sovietico (n. 1908)
- 1989 - Peder Puck, calciatore norvegese (n. 1892)
- 1989 - Jole Veneziani, stilista italiana (n. 1901)
- 1990 - Juliet Berto, attrice e regista francese (n. 1947)
- 1990 - Mino Guerrini, pittore, sceneggiatore e regista italiano (n. 1927)
- 1990 - Willie Sanders, attore britannico (n. 1906)
- 1990 - Jurij Michajlovič Vyšinskij, regista sovietico (n. 1923)
- 1990 - Otto Weidinger, militare tedesco (n. 1914)
- 1990 - Lyle R. Wheeler, scenografo statunitense (n. 1905)
- 1991 - Vincenzo Gallucci, cardiochirurgo italiano (n. 1935)
- 1991 - Gino Paolo Gori, pittore italiano (n. 1911)
- 1991 - Malte Jaeger, attore e direttore teatrale tedesco (n. 1911)
- 1992 - Roberto Bonomi, pilota automobilistico argentino (n. 1919)
- 1992 - Maria Teresa Cristofano, poetessa e scrittrice italiana (n. 1902)
- 1992 - Luciano Degara, calciatore italiano (n. 1912)
- 1992 - Gianfranco Mariotti, politico italiano (n. 1939)
- 1992 - Estevão Molnar, schermidore brasiliano (n. 1915)
- 1993 - Diana Adams, ballerina statunitense (n. 1926)
- 1993 - Georges Mounin, linguista e insegnante francese (n. 1910)
- 1993 - Tengku Zainab, sovrana malese (n. 1917)
- 1994 - Laura Nucci, attrice italiana (n. 1913)
- 1994 - Bruno Storti, sindacalista e politico italiano (n. 1913)
- 1995 - Giovanni Romano Bacchin, filosofo italiano (n. 1929)
- 1995 - Boris Gurevič, lottatore sovietico (n. 1931)
- 1995 - Alexandre Serebriakoff, pittore e illustratore russo (n. 1907)
- 1996 - Ivan Derjugin, pentatleta sovietico (n. 1928)
- 1996 - Egidio Ortona, diplomatico italiano (n. 1910)
- 1997 - Francisco Aramburu, calciatore brasiliano (n. 1922)
- 1997 - Emmet Reid Blake, ornitologo statunitense (n. 1908)
- 1997 - Isa Di Marzio, attrice, doppiatrice e cantante italiana (n. 1929)
- 1997 - Alvinio Misciano, tenore italiano (n. 1915)
- 1997 - John Rodgers, vescovo cattolico e missionario neozelandese (n. 1915)
- 1997 - Alexander Robertus Todd, chimico scozzese (n. 1907)
- 1997 - George Young, calciatore e allenatore di calcio scozzese (n. 1922)
- 1998 - Mona May Karff, scacchista statunitense (n. 1908)
- 1999 - Gino Macconi, pittore italiano (n. 1928)
- 2000 - Arthur Batanides, attore statunitense (n. 1923)
- 2000 - Tosca Bucarelli, partigiana e antifascista italiana (n. 1922)
- 2000 - Maxine Elliott Hicks, attrice statunitense (n. 1904)
- 2000 - Antonio La Raina, attore italiano (n. 1922)
- 2000 - Angelo Marchese, critico letterario, semiologo e insegnante italiano (n. 1937)
- 2000 - Adelmo Riccardi, sindacalista e politico italiano (n. 1924)

## XXI secolo(171)
- 2001 - Fabrizio Abbate, politico italiano (n. 1940)
- 2001 - Necati Cumalı, scrittore e poeta turco (n. 1921)
- 2001 - Jacques Marin, attore francese (n. 1919)
- 2001 - Lino Rizzi, giornalista italiano (n. 1927)
- 2001 - Muhammad ibn al-Uthaymin, teologo saudita (n. 1925)
- 2002 - Olga Biglieri, pittrice, aviatrice e giornalista italiana (n. 1915)
- 2002 - John Buscema, fumettista statunitense (n. 1927)
- 2002 - Günther Ortmann, pallamanista tedesco (n. 1916)
- 2003 - C. Douglas Dillon, ambasciatore e politico statunitense (n. 1909)
- 2003 - Carlo Pucci, matematico italiano (n. 1925)
- 2003 - Denis Zanette, ciclista su strada italiano (n. 1970)
- 2004 - Guido Maria Casullo, vescovo cattolico italiano (n. 1909)
- 2004 - Spalding Gray, attore, sceneggiatore e commediografo statunitense (n. 1941)
- 2004 - Alexandra Ripley, scrittrice statunitense (n. 1934)
- 2004 - Dora del Hoyo, spagnola (n. 1914)
- 2005 - Georges Bernier, scrittore, comico e giornalista francese (n. 1929)
- 2005 - María Enriqueta Betnaza, poetessa argentina (n. 1906)
- 2005 - Ed Campion, cestista statunitense (n. 1915)
- 2005 - Fernand Cazenave, rugbista a 15, allenatore di rugby a 15 e dirigente sportivo francese (n. 1924)
- 2005 - Kalevi Hämäläinen, fondista finlandese (n. 1932)
- 2005 - Helmut Losch, sollevatore tedesco orientale (n. 1947)
- 2005 - Jan Pieter Schotte, cardinale e arcivescovo cattolico belga (n. 1928)
- 2005 - Inessa Surenovna Tumanjan, regista sovietica (n. 1929)
- 2005 - Giuseppina Carlotta del Belgio, principessa belga (n. 1927)
- 2006 - Dave Brown, giocatore di football americano statunitense (n. 1953)
- 2006 - Mae Giraci, attrice statunitense (n. 1910)
- 2006 - Imrich Stacho, calciatore cecoslovacco (n. 1931)
- 2007 - Johann Martin Baur, astronomo tedesco (n. 1930)
- 2007 - Ignacio Garate, calciatore spagnolo (n. 1929)
- 2007 - Federico Gorio, ingegnere e urbanista italiano (n. 1915)
- 2007 - Karel Leysen, ciclista su strada belga (n. 1925)
- 2008 - Christopher Bowman, pattinatore artistico su ghiaccio statunitense (n. 1967)
- 2008 - Giuliano Ciannella, tenore italiano (n. 1943)
- 2008 - Antonio Domínguez, calciatore spagnolo (n. 1933)
- 2008 - Andrés Henestrosa, scrittore, storico e politico messicano (n. 1906)
- 2008 - Maila Nurmi, modella, attrice e personaggio televisivo finlandese (n. 1922)
- 2009 - Pio Laghi, cardinale e arcivescovo cattolico italiano (n. 1922)
- 2009 - Giorgio Mondadori, editore e dirigente sportivo italiano (n. 1917)
- 2009 - Luigi Montesano, giurista italiano (n. 1926)
- 2009 - Joaquín Murillo, calciatore spagnolo (n. 1932)
- 2009 - Sidney Wood, tennista statunitense (n. 1911)
- 2009 - Elżbieta Zawacka, partigiana polacca (n. 1909)
- 2010 - Bert Bushnell, canottiere britannico (n. 1921)
- 2010 - Crispin Sorhaindo, politico dominicense (n. 1931)
- 2011 - John Dye, attore e sceneggiatore statunitense (n. 1963)
- 2011 - Giovanni Forner, politico italiano (n. 1928)
- 2011 - Cookie Gilchrist, giocatore di football americano statunitense (n. 1935)
- 2011 - Joe Gores, scrittore statunitense (n. 1931)
- 2011 - Borivoje Kostić, calciatore jugoslavo (n. 1930)
- 2011 - María Elena Walsh, scrittrice, compositrice e commediografa argentina (n. 1930)
- 2011 - Margaret Whiting, cantante statunitense (n. 1924)
- 2012 - Ovidio Dallera, storico italiano (n. 1935)
- 2012 - Giorgio Renato Franci, indologo, filosofo e linguista italiano (n. 1933)
- 2012 - Silvana Grisotto, cestista italiana (n. 1941)
- 2012 - Cliff Portwood, calciatore inglese (n. 1937)
- 2012 - Alfred Pyka, calciatore tedesco (n. 1934)
- 2012 - Giosuè Rizzi, mafioso italiano (n. 1952)
- 2012 - Takao Sakurai, pugile giapponese (n. 1941)
- 2012 - Gevork Andreevič Vartanjan, agente segreto sovietico (n. 1924)
- 2013 - Alessandro Braccesi, astronomo e fisico italiano (n. 1937)
- 2013 - Antonino Calderone, mafioso e collaboratore di giustizia italiano (n. 1935)
- 2013 - Giovanni Casola, politico italiano (n. 1927)
- 2013 - Evan S. Connell, scrittore e poeta statunitense (n. 1924)
- 2013 - Paolo De Paoli, politico italiano (n. 1935)
- 2013 - Pino Dell'Orco, illustratore e pittore italiano (n. 1934)
- 2013 - George Gruntz, tastierista e compositore svizzero (n. 1932)
- 2013 - Luigi Kuveiller, direttore della fotografia italiano (n. 1927)
- 2013 - Nino Malinverni, calciatore italiano (n. 1926)
- 2013 - Paolo Marrassini, orientalista italiano (n. 1942)
- 2013 - Ba Mamadou Mbaré, politico mauritano (n. 1946)
- 2013 - Claude Nobs, imprenditore svizzero (n. 1936)
- 2013 - Jorge Selarón, pittore e ceramista cileno (n. 1947)
- 2014 - Sam Berns, attivista statunitense (n. 1996)
- 2014 - Ike Borsavage, cestista e allenatore di pallacanestro statunitense (n. 1924)
- 2014 - Maria Hasse, matematica tedesca (n. 1921)
- 2014 - Zbigniew Messner, politico, insegnante e economista polacco (n. 1929)
- 2014 - Salvatore Nicolosi, vescovo cattolico italiano (n. 1922)
- 2014 - Ian Redford, allenatore di calcio e calciatore scozzese (n. 1960)
- 2014 - Aldo Scaramucci, calciatore italiano (n. 1933)
- 2014 - Zamir Shpuza, allenatore di calcio e calciatore albanese (n. 1968)
- 2015 - Brian Clemens, sceneggiatore e produttore televisivo britannico (n. 1931)
- 2015 - Valdo Del Lucchese, politico italiano (n. 1923)
- 2015 - George Dickerson, attore statunitense (n. 1933)
- 2015 - Rosina Frulla, partigiana italiana (n. 1926)
- 2015 - Jim Hogan, maratoneta britannico (n. 1933)
- 2015 - Junior Malanda, calciatore belga (n. 1994)
- 2015 - Taylor Negron, attore statunitense (n. 1957)
- 2015 - Margit Nünke, modella tedesca (n. 1930)
- 2015 - Francesco Rosi, regista e sceneggiatore italiano (n. 1922)
- 2015 - Robert Stone, scrittore statunitense (n. 1937)
- 2016 - Abbas Bahri, matematico tunisino (n. 1955)
- 2016 - David Bowie, cantautore, polistrumentista e attore britannico (n. 1947)
- 2016 - Michele De Benedictis, economista italiano (n. 1927)
- 2016 - Willie Farakas, wrestler ungherese (n. 1935)
- 2016 - Michael Galeota, attore statunitense (n. 1984)
- 2016 - George Jonas, scrittore e giornalista ungherese (n. 1935)
- 2017 - Graziano Arrighetti, filologo classico, grecista e traduttore italiano (n. 1928)
- 2017 - Demetrios Constantelos, biblista e traduttore greco (n. 1927)
- 2017 - Sergio Del Pinto, calciatore e allenatore di calcio italiano (n. 1923)
- 2017 - Gib Ford, cestista statunitense (n. 1931)
- 2017 - Buddy Greco, cantante e pianista statunitense (n. 1926)
- 2017 - Roman Herzog, politico e avvocato tedesco (n. 1934)
- 2017 - Clare Hollingworth, giornalista e scrittrice inglese (n. 1911)
- 2017 - Ryszard Parulski, schermidore polacco (n. 1938)
- 2017 - Oliver Smithies, genetista inglese (n. 1925)
- 2017 - Tsuyoshi Yamanaka, nuotatore giapponese (n. 1939)
- 2018 - Angus Miller Farquharson, filantropo britannico (n. 1935)
- 2018 - Étienne Bally, velocista francese (n. 1923)
- 2018 - Camillo Brero, poeta e scrittore italiano (n. 1926)
- 2018 - Eddie Clarke, chitarrista britannico (n. 1950)
- 2018 - Tommy Lawrence, calciatore scozzese (n. 1940)
- 2018 - Carlo Tommasi, scenografo italiano (n. 1937)
- 2018 - Gordon Wills, calciatore inglese (n. 1934)
- 2019 - Erminio Boso, politico italiano (n. 1945)
- 2019 - Bengt Dalunde, attore e direttore della fotografia svedese (n. 1927)
- 2019 - Sergio Marazzi, geografo italiano (n. 1941)
- 2019 - René Mol, allenatore di pallacanestro belga (n. 1928)
- 2019 - Lionel Price, cestista britannico (n. 1927)
- 2019 - Sandy Shellworth, sciatrice alpina e allenatrice di sci alpino statunitense (n. 1944)
- 2020 - Neda Arnerić, attrice e politica serba (n. 1953)
- 2020 - Marino Bollini, politico sammarinese (n. 1933)
- 2020 - Guido Messina, pistard e ciclista su strada italiano (n. 1931)
- 2020 - Petko Petkov, calciatore e allenatore di calcio bulgaro (n. 1946)
- 2020 - Qābūs bin Saʿīd Āl Saʿīd, sovrano omanita (n. 1940)
- 2021 - Hubert Auriol, pilota motociclistico e pilota automobilistico francese (n. 1952)
- 2021 - Pedro Casado, calciatore spagnolo (n. 1937)
- 2021 - Adam Dyczkowski, vescovo cattolico polacco (n. 1932)
- 2021 - James Follett, scrittore e sceneggiatore britannico (n. 1939)
- 2021 - Bruno Ghedina, hockeista su ghiaccio italiano (n. 1943)
- 2021 - José Francisco Nieto, calciatore colombiano (n. 1955)
- 2021 - Christopher Maboulou, calciatore francese (n. 1990)
- 2021 - Wayne Radford, cestista statunitense (n. 1956)
- 2021 - Antonio Sabato, attore italiano (n. 1943)
- 2021 - Walter Taibo, calciatore uruguaiano (n. 1931)
- 2021 - Stefano Tomassini, giornalista, conduttore radiofonico e saggista italiano (n. 1950)
- 2022 - Herbert Achternbusch, regista e sceneggiatore tedesco (n. 1938)
- 2022 - Luigi Compagnoni, artista italiano (n. 1954)
- 2022 - Martin Davis, schermidore statunitense (n. 1937)
- 2022 - Vladimir Dolgov, nuotatore sovietico (n. 1960)
- 2022 - Robert Durst, imprenditore e criminale statunitense (n. 1943)
- 2022 - Ian Greenberg, dirigente d'azienda canadese (n. 1942)
- 2022 - Glyn Jones, calciatore inglese (n. 1936)
- 2022 - Deon Lendore, velocista trinidadiano (n. 1992)
- 2022 - Don Maynard, giocatore di football americano statunitense (n. 1935)
- 2022 - Silvia Tortora, giornalista italiana (n. 1962)
- 2023 - Gino Basuino, bobbista italiano (n. 1947)
- 2023 - Jeff Beck, cantante e chitarrista britannico (n. 1944)
- 2023 - Hans Belting, storico dell'arte tedesco (n. 1935)
- 2023 - Gaudenzio Bernasconi, calciatore e allenatore di calcio italiano (n. 1932)
- 2023 - Costantino II di Grecia, re greco (n. 1940)
- 2023 - Pierre Dorsini, calciatore e allenatore di calcio francese (n. 1934)
- 2023 - Traudl Hecher, sciatrice alpina austriaca (n. 1943)
- 2023 - Ireneo di Gerusalemme, arcivescovo ortodosso greco (n. 1939)
- 2023 - Martha Lossio, cestista peruviana (n. 1939)
- 2023 - Achille Mauri, editore italiano (n. 1939)
- 2023 - George Pell, cardinale e arcivescovo cattolico australiano (n. 1941)
- 2023 - Marco Tropea, editore, giornalista e scrittore italiano (n. 1942)
- 2023 - Daniel Lewis Williams, basso statunitense (n. 1950)
- 2024 - César Alierta, dirigente d'azienda spagnolo (n. 1945)
- 2024 - Terry Bisson, scrittore e curatore editoriale statunitense (n. 1942)
- 2024 - Tisa Farrow, attrice statunitense (n. 1951)
- 2024 - Fernando Gualtieri, pittore e calciatore italiano (n. 1919)
- 2024 - Janusz Majewski, regista e sceneggiatore polacco (n. 1931)
- 2024 - Tamara Andreevna Milaškina, soprano sovietico (n. 1934)
- 2025 - Ricky Gallon, cestista statunitense (n. 1957)
- 2025 - Raimondo Galuppo, politico e dirigente sportivo italiano (n. 1946)
- 2025 - Thelma Hopkins, altista britannica (n. 1936)
- 2025 - Mario Manfredi, politico italiano (n. 1943)
- 2025 - Sam Moore, cantante, musicista e ballerino statunitense (n. 1935)
- 2025 - Longin Pastusiak, politico, storico e politologo polacco (n. 1935)
- 2025 - Nélson Silva Pacheco, calciatore colombiano (n. 1944)

## Senza anno specificato(2)
- Domiziano di Melitene, vescovo bizantino
- Pietro I Orseolo, doge italiano